# سوریا بهادور تپا
سوریا بهادور تپا (نپالی: सूर्य बहादुर थापा भट्टराई؛ (زادهٔ ۲۱ مارس ۱۹۲۸ – درگذشته ۱۵ آوریل ۲۰۱۵) یک سیاست‌مدار اهل نپال بود. وی پنج بار بین سال‌های ۱۹۶۳ تا ۲۰۰۴ نخست‌وزیر نپال بود.